# پامچال تخم مرغی
پامچال تخم مرغی (نام علمی: Primula lutea) نام یک گونه از سرده پامچال است.